# Geinnodakrivier
De Geinnodakrivier, Zweeds: Geinnodakjoki, is een rivier in Zweden en komt door de gemeente Kiruna. Het water van de rivier komt uit het Geinnodakmeer, verder stroomt het naar het zuidoosten en komt na 4 km in de Vuonarivier.
Afwatering: Geinnodakrivier → Vuonarivier → Rautasrivier → Torne → Botnische Golf